# 精神障害者患者会
精神障害者患者会（せいしんしょうがいしゃかんじゃかい）とは、精神障害者のうち、統合失調症や気分障害などの患者の相互扶助などを目的として組織された障害者団体である。

## 組織形態
全国組織から地域組織、病院単位の組織までまちまちである。全国組織では、全国「精神病」者集団、全国精神障害者団体連合会、全国精神障害者ネットワーク協議会、全国ピアサポートネットワークなどがある。歴史的には、全国「精神病」者集団が1974年結成と最も古く、全国精神障害者団体連合会が1993年に、他は平成になってから誕生した組織である。

## 活動資金
会員からの会費や寄付金、機関紙や著書の売り上げ、バザー収入など。中には自ら地域活動支援センターⅢ型（旧・小規模作業所、共同作業所や作業所とも呼ぶ）を運営する団体もある。

## 精神障害者家族会との関係
精神障害者家族会と関係の深い患者会がある一方で全くない患者会もあり、それぞれである。家族会はあくまでも家族の立場として活動している関係上、活動方針の中には患者本人の意向にそぐわない内容も含まれてしまう。社会復帰路線などをとる全国精神障害者家族会連合会（現在は解散）などの家族会の活動方針に反対活動をする患者会もあった。

## 政治との関係
患者会やその連合組織の中には特定政党の介入を受けたり、傘下におさまり本来の趣旨が曲げられてしまうことがしばしばある。